# HARDtalk
Стивен Сакур и Зейнаб Бадави
HARDtalk — теле- и радиопрограмма BBC, которая транслируется на канале BBC News, на BBC World News и BBC World Service.

## Формат
HARDtalk предоставляет детальное интервью с острыми вопросами на деликатные темы, которые освещаются, когда известные личности из всех слоев общества говорят о своей жизни.

## Ведущие
HARDtalk преимущественно представляет интервьюер Стивен Сакур. Среди других ведущих — Зейнаб Бадави и Сара Монтегю.
Тим Себастьян был оригинальным ведущим, когда программа была запущена в марте 1997 года.

## Спин-оффы

### HARDtalk Extra
HARDtalk Extra — серия интервью с людьми искусства и культуры, представленная преимущественно Гэвином Эслером.

### HARDtalk Extra Time
HARDtalk Extra Time — спин-офф  детальных интервью с звездами, тренерами и лидерами в мире спорта.

## Ссылка
- HARDTalk website via the BBC World Service.  (англ.)
- Two Decades of HARDtalking (англ.).
- Meet Stephen Sackur (англ.).
- HardTalk (англ.) на сайте Internet Movie Database
- Список эпизодов телепрограммы «HARDtalk».  (англ.)
- About HARDtalk.  (англ.)